# Julia Mackley
Julia Mackley (Virginia, 30 de octubre de 1878 – Long Beach, California, 2 de julio de 1964) fue una actriz cinematográfica de estadounidense, activa en la época del cine mudo.

## Biografía
Nacida en Virginia, su verdadero nombre era Elhilda Loretta Mackley, y estuvo casada con el actor y director Arthur Mackley (1865-1926). A lo largo de su carrera, que duró unos ocho años, rodó 43 filmes. Su debut cinematográfico llegó en 1910 con un film de Essanay Studios dirigido por Broncho Billy Anderson, el famoso productor, director y actor cow boy. La mayor parte de las películas interpretadas por Julia Mackley fueron del género western. En 1914 pasó a trabajar con Reliance Film Company y otras productoras.
En 1916 formó parte del reparto de Intolerancia, la obra maestra de David Wark Griffith. Fue su penúltimo trabajo como actriz cinematográfica. Su carrera se cerró con Daughter Angele (1918), una producción de Triangle Film Corporation con dirección de William C. Dowlan.
Julia Mackley falleció en Long Beach, California, en 1964.

## Filmografía completa
- Hank and Lank: As Sandwich Men, de Broncho Billy Anderson (1910)
- The Bad Man's First Prayer, de Broncho Billy Anderson (1911)
- Forgiven in Death, de Broncho Billy Anderson (1911)
- A Western Redemption, de Broncho Billy Anderson (1911)
- Broncho Billy's Christmas Dinner, de Broncho Billy Anderson (1911)
- The Sheepman's Escape, de Broncho Billy Anderson (1912)
- The Loafer, de Arthur Mackley (1912)
- The Prospector's Legacy, de Broncho Billy Anderson (1912, sin confirmar)
- A Romance of the West, de Arthur Mackley (1912)
- Alkali Ike Bests Broncho Billy, de Broncho Billy Anderson (1912)
- A Road Agent's Love, de Broncho Billy Anderson (1912)
- Broncho Billy and the Girl, de Broncho Billy Anderson (1912)
- Broncho Billy and the Bandits, de Broncho Billy Anderson (1912)
- On the Cactus 'Trail, de Broncho Billy Anderson (1912)
- A Story of Montana, de Broncho Billy Anderson (1912)
- The Loafer's Mother, de Arthur Mackley (1912)
- The Little Sheriff, de Broncho Billy Anderson (1912)
- Broncho Billy's Last Hold-Up, de Broncho Billy Anderson (1912)
- On the Moonlight Trail, de Arthur Mackley (1912)
- The Shotgun Ranchman, de Arthur Mackley (1912)
- The Outlaw's Sacrifice, de Arthur Mackley (1912)
- The Mother of the Ranch, de Arthur Mackley (1912)
- The Ranchman's Anniversary, de Arthur Mackley (1912)
- The Dance at Silver Gulch, de Arthur Mackley (1912)
- Broncho Billy's Heart, de Broncho Billy Anderson (1912)
- The Sheriff's Luck, de Arthur Mackley (1912)
- The Sheriff's Inheritance, de Arthur Mackley (1912)
- Broncho Billy and the Outlaw's Mother, de Broncho Billy Anderson (1913)
- The Sheriff's Child, de Arthur Mackley (1913)
- A Montana Mix-Up, de Arthur Mackley (1913)
- The Sheriff's Honeymoon, de Arthur Mackley (1913)
- The Sheriff's Wife, de Arthur Mackley (1913)
- The Cowboy's Chicken Dinner (1914)
- Izzy's Night Out (1914)
- Wrong All Around, de Edward Dillon (1914)
- How Bill Squared It with His Boss, de Edward Dillon (1914)
- The Sheriff's Choice, de Arthur Mackley (1914)
- The Widow's Children (1914)
- The Message (1914)
- A Mother's Justice, de Arthur Mackley (1915)
- The Silent Witness (1915)
- Intolerancia, de David Wark Griffith (1916)
- Daughter Angele, de William C. Dowlan (1918)